# پایرو (کمیک)
پایرو (به انگلیسی: Pyro) یک شخصیت خیالی شرور بزرگ در کتاب‌های کامیک آمریکایی منتشر شده توسط مارول کامیکس است که اغلب به عنوان یکی از دشمنان گروه مردان ایکس تصویر می‌شود. این شخصیت توسط نویسنده کریس کلیرمونت و طراح جان بیرن خلق شده و برای نخستین بار در مجموعه مردان-ایکس غیرطبیعی شماره ۱۴۱ام (ژانویه ۱۹۸۱) معرفی شد. وی همچنین عضو گروه‌های خلافکارانه‌ای چون برادری جهش‌یافتگان شیطانی و نیروی آزادی است. پایرو عضو یکی از زیرشاخه‌های بشریت با نام جهش‌یافته‌ها به شمار می‌رود که با توانایی‌های ابرانسانی از جمله کنترل آتش و تغییر آن به اشکال دلخواه به دنیا آمده است، اما قادر به خلق آن نمی‌باشد.
آرون استنفورد در فیلم‌های ایکس ۲ (۲۰۰۳) و مردان ایکس: آخرین ایستادگی (۲۰۰۶) وظیفه بازی در این نقش را بر عهده داشت.